# Siegfried Kawerau

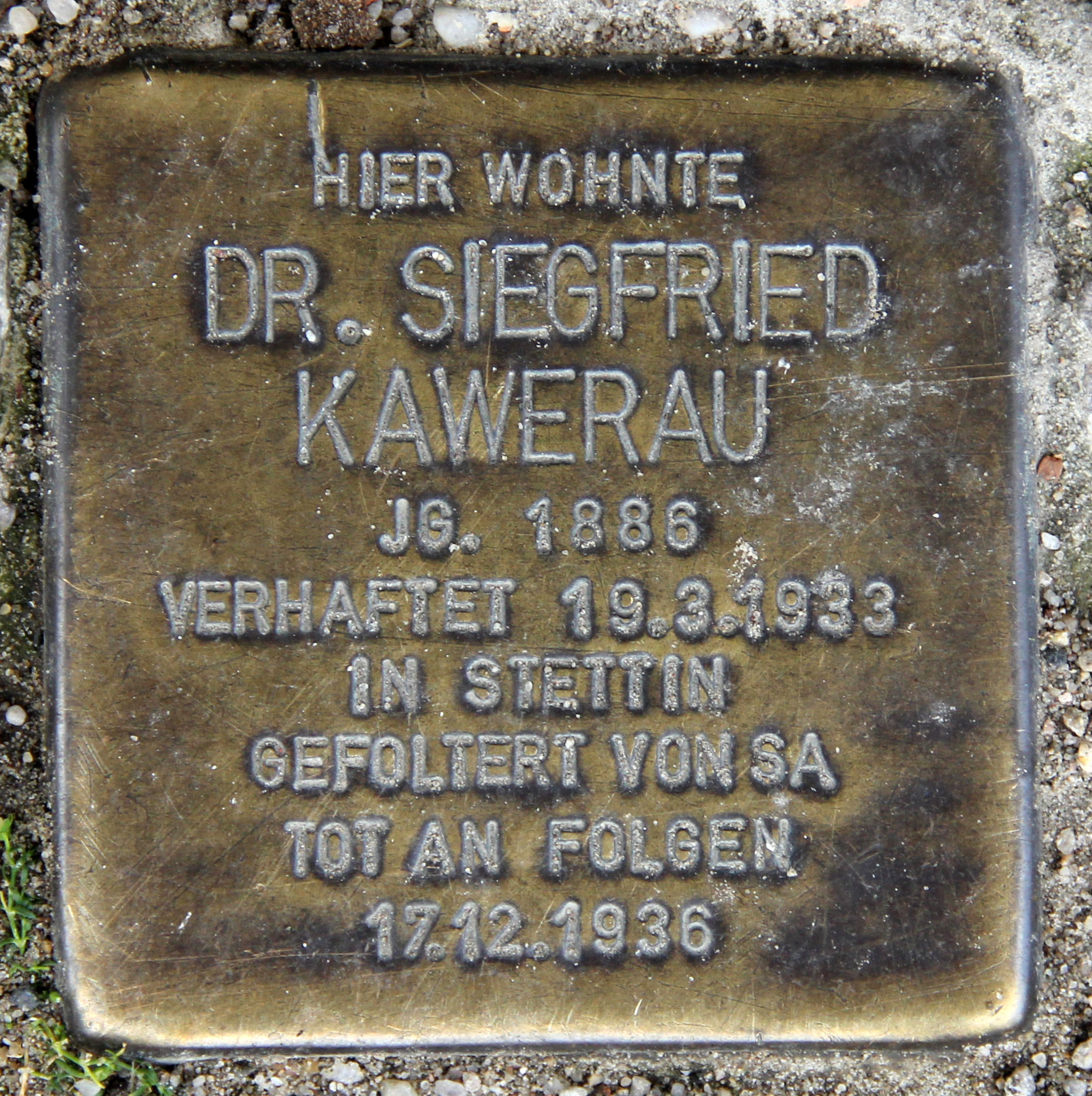
Stolperstein, Bonhoefferufer 18, in Berlin-Charlottenburg

Georg Siegfried Kawerau (* 8. Dezember 1886 in Berlin; † 16. Dezember 1936 ebenda) war ein deutscher Pädagoge und Schulreformer. Er wirkte als Gymnasiallehrer in Berlin, war Mitglied der SPD und des Bundes Entschiedener Schulreformer.

## Leben
Siegfried Kawerau, der Sohn des Berliner Domorganisten und Gesanglehrers Hermann Kawerau, studierte von 1904 bis 1909 in Berlin und Breslau. 1910 erwarb er in Berlin die Befähigung zum Lehramt an höheren Schulen für Deutsch, Geschichte und Latein und wurde mit der Arbeit Die Rivalität deutscher und französischer Macht im 10. Jahrhundert an der Albertina in Königsberg zum Doktor der Philosophie promoviert. Ab 1911 war er Oberlehrer an der Oberrealschule der evangelischen Gemeinde in Bukarest, ab Herbst 1913 in Landsberg an der Warthe. Mit Ausbruch des Ersten Weltkriegs hatte er Kriegsdienst zu leisten. 1915 wurde er bei Verdun verletzt, so dass er nicht mehr kriegsdienstfähig war und kehrte in den Schuldienst nach Landsberg zurück.
In Vorträgen vor Lehrerverbänden verlangte er interkonfessionelle Erziehung und Koedukation. Er forderte ein soziales Kaisertum, die Überwindung des Konfessionalismus und die Trennung von Kirche und Staat. Er beteiligte sich ab Anfang 1918 am Vaterländischen Unterricht und lehrte ab Ostern 1919 an höheren Schulen in Berlin. Im Zuge der Novemberrevolution 1918 arbeitete er im Reformausschuss des Berliner Philologenvereins mit und gab zusammen mit Max Hermann Baege 1919 die Zeitschrift Die Neue Erziehung heraus. Im Herbst 1919 trat er der SPD und dem Bund Entschiedener Schulreformer bei. Er war Mitglied der Reichsschulkonferenz 1920 und sprach sich dort gegen Heinrich Schulz und den Weimarer Schulkompromiss aus. Von den Entwicklungen enttäuscht verließ er die Arbeitsgemeinschaft sozialdemokratischer Lehrer, die evangelische Landeskirche und für kurze Zeit auch den Bund Entschiedener Schulreformer, für den er ab 1921 wieder tätig war.
Ab 1921 war er Mitglied der Charlottenburger Bezirksversammlung und von 1925 bis 1930 Stadtverordneter. Er veröffentlichte Schriften zur Reform des Geschichtsunterrichts. 1927 wurde er Oberstudiendirektor am Köllnischen Gymnasium, bis er Anfang 1933 verhaftet, nach mehreren Monaten entlassen und zum 1. September 1933 in den vorzeitigen Ruhestand versetzt wurde. Von den gesundheitlichen Folgen der Haft erholte er sich nicht und starb im Alter von 50 Jahren. Sämtliche Veröffentlichungen von ihm wurden verboten.  Seine letzte Ruhestätte fand Kawerau auf dem Alten St. Matthäusfriedhof in Berlin.
Er war mit Rainer Maria Rilke befreundet und seit 1911 mit Anna Magdalena verheiratet. Aus der Ehe gingen drei Söhne und eine Tochter hervor.

## Ehrungen
Am  9. April 2009 wurde vor dem ehemaligen Wohnhaus von Siegfried Kawerau, Bonhoefferufer 18, in Berlin-Charlottenburg, ein Stolperstein verlegt.

## Schriften
- Das Weißbuch der Schulreform. Curtius, Berlin 1920.
- Soziologische Pädagogik. Quelle & Meyer, Leipzig 1921.
- Synoptische Tabellen für den geschichtlichen Arbeits-Unterricht vom Ausgang des Mittelalters bis zur Gegenwart. (unter Mitarbeit von Fritz Ausländer u. a.), Verlag Franz Schneider, Berlin/Leipzig 1921.
- Synoptische Geschichtstabellen für die Zeit von etwa 1500-1920. Verlag Franz Schneider, Berlin 1921.
- Der Bund entschiedener Schulreformer. Werden und Wesen. (=Entschiedene Schulreform Heft 1), Ernst Oldenburg Verlag, Berlin 1922.
- Alter und neuer Geschichtsunterricht. (Entschiedene Schulreform Band 18), Ernst Oldenburg & Co. Verlag, Leipzig 1924.
- (Hg.), Die ewige Revolution – Ergebnisse der Internationalen Geschichtstagung 2.-4. Oktober 1924. C. A. Schwetschke u. Sohn, Berlin 1925.
- Denkschrift über die deutschen Geschichts- und Lesebücher vor allem seit 1923. Hensel & Co., Berlin 1927.
- Stefan George und Rainer Maria Rilke. J. M. Spaeth Verlag, Berlin 1928.